# Rosa Sarkisyan
Pour les articles homonymes, voir Sarkisyan.
Roza Sarkisian, en ukrainien : Роза Володимирівна Саркісян, née le 20 janvier 1987 dans le Haut-Karabagh, est une directrice de théâtre, metteuse en scène et conservatrice ukrainienne. 

## Biographie
Rosa Sarkisian naît le 20 janvier 1987 à Stepanakert, dans le Haut-Karabakh. En 1992, elle s’installe avec ses parents en Ukraine.
De 2004 à 2009, elle étudie la sociologie politique à la faculté de sociologie de l’Université nationale Vassyl-Karazine de Kharkiv. En 2012, elle termine sa formation à la faculté de mise en scène de l’Université nationale des arts de Kharkiv, dans l’atelier d’O. Barseghyan.
Depuis 2012, elle collabore avec plusieurs théâtres institutionnels en Ukraine, en Pologne, en Allemagne et en Belgique. Elle réalise également de nombreux projets théâtraux indépendants et initiatives curatoriales, en Ukraine et à l’étranger.
En 2014, elle cofonde le théâtre indépendant DeFacto au sein de la galerie municipale de Kharkiv avec un groupe de collègues.
De 2014 à 2016, elle participe au projet éducatif et de recherche soutenu par EEPAP (Eastern European Performing Arts Platform).
À partir de 2016, elle débute une collaboration avec la dramaturge Iryna Harets et le Théâtre du dialogue contemporain à Poltava.
La même année, elle est l’une des metteuses en scène du spectacle Mon grand-père creusait, mon père creusait, mais moi je ne le ferai pas, dans le cadre du projet international Cartes de la peur / cartes de l'identité.
En 2017, elle reçoit la bourse Gaude Polonia, attribuée par le ministère de la Culture de la République de Pologne (Varsovie). Dans ce cadre, elle mène un projet sous la direction de la dramaturge et curatrice Joanna Wichowska, consacré à l’étude du fonctionnement du centre de théâtre indépendant Komuna Warszawa.
De 2017 à 2019, elle est directrice artistique du Premier théâtre académique ukrainien pour enfants et jeunes à Lviv.
En octobre 2017, elle remporte le concours de mise en scène organisé par le British Council Ukraine, Taking the Stage, avec la pièce Psychose 4.48 de la dramaturge britannique Sarah Kane.
En décembre 2019, elle gagne le concours pour le poste de metteuse en scène au Théâtre national dramatique Ivan-Franko à Ivano-Frankivsk.

## Récompenses et nominations
- 2017 : Lauréate du concours panukrainien de jeunes réalisateurs Prendre la scène 2017 du British Council Ukraine avec un croquis de la pièce Psychosis 4:48 de Sarah Kane[1].
- 2017 : Lauréate du programme de bourses du ministre de la Culture de la République de Pologne « Gaude Polonia - 2017 »[2].
- 2018 : Lauréate du prix du conseil municipal de Lviv "Meilleur travailleur culturel de 2018. Nomination « Art théâtral »[3].
- 2019 : Membre du programme Ponts culturels de l'Union européenne, à Berlin[4].
- 2019 : Chercheuse du président de l'Ukraine 2019-2020 dans le domaine de l'art théâtral.
- 2019 : Prix spécial du jury au Festival de théâtre panukrainien Worldview pour Creativity of Creative Search, dirigé par elle.